# Gornji Draganec
Gornji Draganec – wieś w Chorwacji, w żupanii bielowarsko-bilogorskiej, w mieście Čazma. W 2011 roku liczyła 352 mieszkańców.